# Az Egyesült Arab Emírségek turizmusa
Az  Egyesült Arab Emírségek turizmusa leginkább gazdaságukból fakad. Az Egyesült Arab Emírségek (EAE, rövid alakban Arab Emírségek) az egyik olajban gazdag állam Délnyugat-Ázsiában, az Arab-félsziget délkeleti részén. Hét emírséget foglal magában: Abu-Dzabit, Ajmant, Dubajt, Fudzsejrát, Rász el-Haimát, Sardzsát és Umm al-Quwain-t. 1971 előtt úgy ismerték őket, hogy „fegyverszüneti államok”, utalva a britek és néhány arab sejk közötti 19. századi fegyverszünetre.
A szerződéses Omán néven ismert brit protektorátus felszámolása után (1968), a hét emírség 1971-ben létrehozta laza államszövetségét. Az emírségek felszíne sivatagokkal és sós mocsarakkal tarkított parti síkság. A gazdaság alapja a selfen és a parti szigeteken folytatott kőolaj kitermelés. A szénhidrogének bányászatából és feldolgozásából származó hatalmas bevételek révén fejlett infrastruktúra jött létre. A mezőgazdaság fő terményei az oázisokban termesztett gyümölcs és zöldségfélék.
A körzeteket, a városok (Emírségek) szerint mutatjuk be, hozzácsatolva Omán turisztikai értékeit is:
Amíg az Emírségekbe érkezők nagy része üzletember illetve városlátogató, addig Omán az ökoturistákat a kalandtúrázókat, s az üdülést keresőket szolgálja ki. A Magyarország méretű Emírségek és a lényegesen nagyobb területű Omán a közelmúltban szoros együttműködésbe kezdett, hogy egymást kiegészítő turisztikai termékekkel jelenjenek meg a térség piacán. Az Arab Emírségekkel egy desztinációként való hirdetés az ideérkezőket hosszabb itt-tartózkodásra ösztönzi.

## Turisztikai körzetek

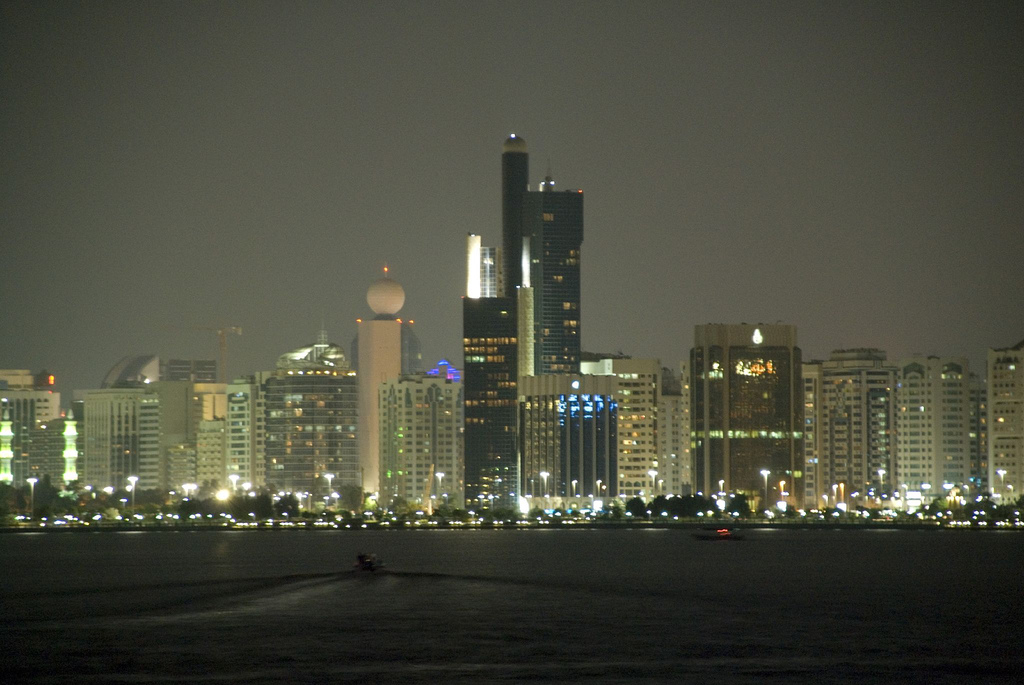
Abu-Dhabi esti fényei

- Abu-Dzabi

Az üzleti élet és a turizmus közel-keleti központja. A 700 ezer lakosú város a második helyet foglalja el a hét emirátust alkotó Egyesült Arab Emirátusok között, melynek fővárosa. Az ellentétek városának is nevezik, hiszen itt a legmodernebb üvegpaloták ugyanúgy részei a városnak, mint a régi széltornyokkal díszített házak és a város határában kezdődő homoksivatag. Így a Kelet és Nyugat, a régi és az új mesés gazdagsága tárul az idelátogató elé. Európai szemmel nézve egzotikus világ, mert hagyományaik épp oly jelentős szerepet kapnak mindennapjaikban, mint a legmodernebb és legdrágább technológiával felépített újdonságaik. Az Al-Husn palota, vagy ahogyan a helyiek nevezik, az Öreg Erőd egyike a kevés 30 évesnél idősebb épületnek. A Női Kézművesek Központjában állandó kiállítás és vásár működik.
- Ajman

### Dubaj

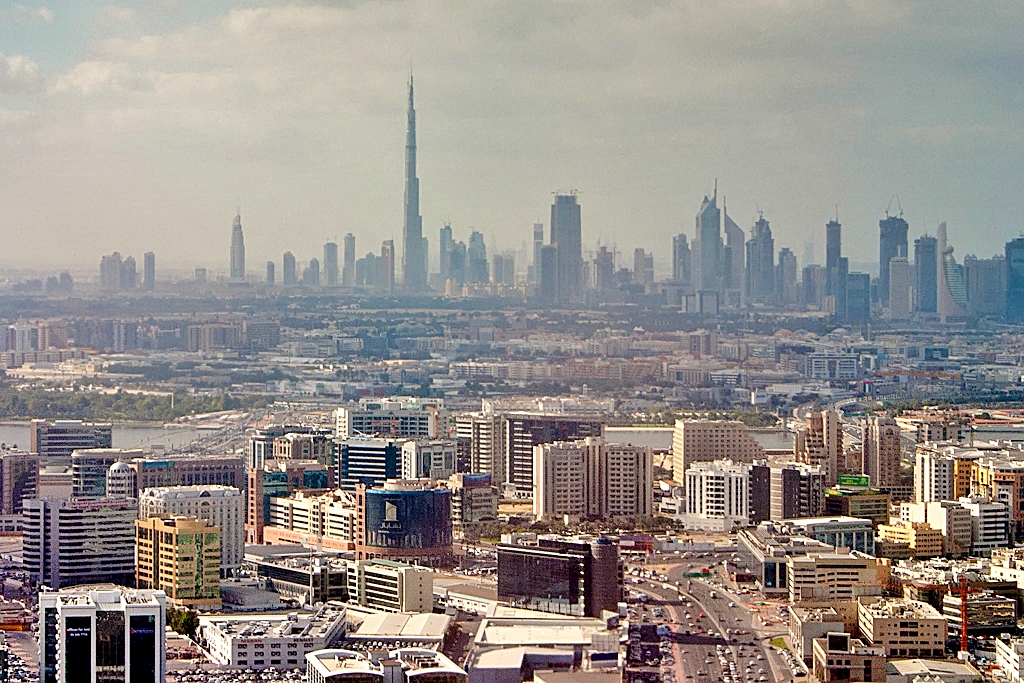
Dubaj egy városképe

A várost két részre osztja a Dubai-öböl, az Arab-öböl benyúló része, amelyen három híd ível át. Északon a központi rész, Deira, délen a modern épületeket rejtő Bur Dubai található. A turisták tájékozódását azonban nehezíti, hogy az itteniek nem sokat törődnek az utcanevekkel, csupán a nagyobb sugárutakat illetik közismert elnevezéssel, a kisebb utak teljes anonimitásba burkolóznak.
A város modern arcával, szolgáltatásaival, már egy gazdag és pazar 21. századot idéz, de az itteniek ugyanolyan büszkén őrzik hagyományaikat, szokásaikat és a híresen nagy tiszteletüket a vendég, a látogató iránt.
Az 1950-es években Dubaj folyója elkezdett iszaposodni, valószínűleg az itt használt hajók növekvő száma miatt. A néhai uralkodó,  Rashid bin Saeed Al Maktoum sejk úgy döntött, kikotortatja a vízi utat. Törekvő és költséges projekt volt ez. Ezzel egyre nagyobb rakományok mentek át a városon. Ez megerősítette annak pozícióit, mint az egyik legfőbb kereskedelmi központét. 1966-ban olajat találtak.  Rashid sejk Dubai infrastrukturális fejlesztésére fordította a kőolajból befolyó jövedelmeket. Iskolák, kórházak, utak, modern telekommunikációs hálózatok létesültek. Nemzetközi repülőtéren egy új terminált építettek. A kifutópályát is kiszélesítették, hogy nagyobb repülőgépek fel- és leszállhassanak. A világ legnagyobb ember által készített kikötőjét építették ki Jebel Alinál, amely körül szabad területet alakítottak ki.
Dubai erős fejlődése mindenki számára természetes volt – jövőképpel rendelkező vezetése, magas színvonalú infrastruktúrája, külföldi barát környezete, adómentesség a személyi és vállalati jövedelmekre, és alacsony import fizetési kötelezettségek vonzóak hatottak. Az eredmény végül az lett, hogy Dubai a régió üzleti és turista központjává vált, amely régió Egyiptomtól az indiai szubkontinensig, és Dél-Afrikától a ma már Független Államok Közösségéig tart. Zayed sejk az Egyesült Arab Emirátusok első elnöke haláláig volt pozíciójában. Uralkodása alatt az emirátusok a világ egyik leggazdagabb országává vált évi 17 ezer dollárnyi GDP/fővel. Az 1980-as években és a kilencvenes évek elején Dubaiban stratégiai döntést hoztak, hogy az egyik legnagyobb, nemzetközi színvonalú turistacélponttá váljanak.
A turizmusba fektetett infrastruktúra az évek során meghozta gyümölcsét. 2000-ben a 3 millió körüli látogató nagyban megnövelte a 850 ezres lakosságot. Most egy olyan város, amely máshoz nem hasonlítható hotelekkel, nevezetes építészettel és világszínvonalú szórakoztató és sporteseményekkel rendelkezik. A Jumeirah beach partvonalán található gyönyörű Burj Al Arab szálloda a világ egyetlen hétcsillagos hotelje. Az Emirates Towers csak az egyike azon struktúráknak, amely a kereskedelmi biztonságra fekteti a hangsúlyt. 350 méteres magasságával az irodatorony a Közép-Kelet és Európa legmagasabb épülete.

#### Főbb látnivalói
- Kalifa-torony (Burdzs Kalifa, korábbi nevén Burdzs Dubaj): szupermagas felhőkarcoló az egyesült arab emírségekbeli városban; a világ legmagasabb épülete. Átadására 2010-ben került sor.
- Arabok tornya (Burdzs al-Arab): A leghíresebb és egyben a legdrágább hotel, a világ első hétcsillagos szállodája. Az arab vitorlás hajót formázó épület tervezésénél egy olyan építészeti alkotást próbáltak létrehozni, amely Dubaj szimbólumává válhat.
- Sejk Zayed főút
- Pálma-szigetek
- Világ-szigetek
- Dubai Mall bevásárlóközpont
- Dubai síközpont
- Mall of the Emirates bevásárlóközpont
- Wafi City bevásárlóközpont
- Al-Fahidi erőd: Az emirátus legrégibb épülete, az uralkodók egykori lakhelyéül szolgáló erőd, ma a Városi Múzeum otthona.
- Nagy Mecset: a nem iszlámhívők nem léphetnek be, az Emirátusokban ezt ugyanis törvény tiltja.
- Dubajland: bazárok, boltok, bevásárlóközpontok.
- Fujeira
- Ras al-Khaimah
- Sharjah
- Umm al-Quwain
- Palm Jumeirah
- Souq

## Oltások
Az Egyesült Arab Emírségekbe utazó turistáknak erősen javasoltak a következő védőoltások: 
- Hastífusz
- Hepatitis A, B (ezen a területen magas a fertőzöttség veszélye)

Javasolt oltás ha valaki bizonyos területekre utazik:
- Veszettség